# Symbian
 транскр.  Симбијан je operativni sistem zatvorenog koda specijalno dizajniran za mobilne telefone, sa svim dodatnim bibliotekama i alatima, koje trenutno proizvodi Accenture. Symbian je originalno razvijan od strane Simbijan Ltd.'-a. Naslednik je Psionove serije operativnih sistema EPOC i radi isključivo na ARM procesorima. Symbian je bio glavni operativni sistem mnogih brendova (Nokia, Sony Ericsson, Simens, Motorola, Samsung), a najviše je korišćen u Nokijinim telefonima. Bio je najpopularniji sve do 2010. godine kada ga je po broju korisnika prestigao Android.
Symbian je postao poznat pojavom S60 platforme koju je razvijala Nokija. Postojale su i druge Symbian platforme (UIQ, MOAP) i one su razvijane paralelno sa S60, međutim nisu bile međusobno kompatabilne. Simbijan^3 se pojavio krajem 2010. godine kao proizvod razvoja S60 i UIQ i prvi put je korišćen u Nokiji N8. Od tada se koristi samo jedna platforma. U 2011. godini dolazi do unapređenja i pojave 2 nove verzije Anna, a potom i Belle. Drugog oktobra 2012. godine pojavljuje se i poslednja verzija Nokia Belle FP2. U planu su bile i verzije Carla i Donna, međutim kompanija Nokija je odlučila da pređe na Windows Phone operativni sistem. Razvoj je zvanično obustavljen 2. okrobar 2012. godine. Radnici koji su učestvovali u razvoju Symbiana (njih 2800) su prebačeni u kompaniju Accenture koja je trebalo da pruža podršku korisnicima Simbijana sve do 2016. godine. Međutim, podrška je obustavljena mnogo ranije, 2014. godine
Poslednji telefon sa ovim operativnim sistemom je Nokija 808 Pureview, koja se na tržištu pojavila 27. februara 2012. godine.